# Westwego
Westwego is een plaats (city) in de Amerikaanse staat Louisiana, en valt bestuurlijk gezien onder Jefferson Parish.

## Demografie
Bij de volkstelling in 2000 werd het aantal inwoners vastgesteld op 10.763.
In 2006 is het aantal inwoners door het United States Census Bureau geschat op 10.003, een daling van 760 (-7.1%).

## Geografie
Volgens het United States Census Bureau beslaat de plaats een oppervlakte van
9,3 km², waarvan 8,3 km² land en 1,0 km² water.

## Plaatsen in de nabije omgeving
De onderstaande figuur toont nabijgelegen plaatsen in een straal van 8 km rond Westwego.

## Geboren
- Sidney Arodin (1901-1948), jazzklarinettist en componist